# Dągi
Dągi (deutsch Dongen) ist ein Ort in der polnischen Woiwodschaft Ermland-Masuren. Er gehört zur Gmina Dywity (Landgemeinde Diwitten) im Powiat Olsztyński (Kreis Allenstein).

## Geographische Lage
Dągi liegt im Westen der Woiwodschaft Ermland-Masuren, sieben Kilometer nördlich der Kreis- und Woiwodschaftshauptstadt Olsztyn (deutsch Allenstein).

## Geschichte
Die Gründung des Gutsortes Dongen erfolgte am 15. August 1363 am See Dewythen (bis 1945 Dywitter See, heute polnisch Jezioro Dywickie) nach Kulmer Recht durch Nycolao Hoenberg. Im Jahre 1493 kaufte Martin von Darethen das Gut, und am 5. Juli 1504 wurde die Handfeste erneuert. 1785 wurde das adlige Gut und Vorwerk Dongen mit sechs Feuerstellen genannt, und die Volkszählung am 3. Dezember 1861 ergab sechs Wohngebäude bei 60 Einwohnern.
Als 1874 der Amtsbezirk Diwitten im ostpreußischen Kreis Allenstein errichtet wurde, war Dongen eines der zugehörigen Dörfer. Die Einwohnerzahl Dongens belief sich im Jahre 1910 auf 65, im Jahre 1933 waren es 56.
Am 1. April 1939 gab Dongen seine Selbständigkeit auf und wurde in die Landgemeinde Diwitten (polnisch Dywity) eingegliedert.
Als 1945 in Kriegsfolge das gesamte südliche Ostpreußen an Polen abgetreten wurde, erhielt Dongen die polnische Namensform „Dągi“. Heute gehört der kleine Ort zur Gmina Dywity (Landgemeinde Diwitten) im Powiat Olsztyński (Kreis Allenstein), von 1975 bis 1998 der Woiwodschaft Olsztyn, seither der Woiwodschaft Ermland-Masuren zugeordnet.

## Kirche
Bis 1945 war Dongen in die evangelische Kirche Allenstein in der Kirchenprovinz Ostpreußen der Kirche der Altpreußischen Union, außerdem in die römisch-katholische Kirche Diwitten (polnisch Dywity) eingepfarrt.
Seit 1945 gehört Dągi evangelischerseits auch noch zu der – nunmehr mit Namen versehenen – Christus-Erlöser-Kirche Olsztyn (Allenstein), die nun der Diözese Masuren der Evangelisch-Augsburgischen Kirche in Polen zugeordnet ist. Auch seitens der römisch-katholischen Kirche besteht der bisherige Bezug zur Pfarrei Dywity (Diwitten), jetzt in das Dekanat Olsztyn II - Zatorze im Erzbistum Ermland eingegliedert.

## Verkehr
Dągi liegt östlich der polnischen Landesstraße 51 (ehemalige deutsche Reichsstraße 134) und ist von Dywity aus auf direktem Wege zu erreichen. Aus südlicher Richtung endet eine Nebenstraße von Kieźliny (Köslienen) in Dągi. Eine Bahnanbindung besteht nicht.